# 平生業成
平生業成（へいぜいごうじょう）は、「平生に業事成弁（生きている平生に、往生の業事が、完成（成弁）する）」という意味の浄土真宗の言葉であり、親鸞の開いた浄土真宗の教義を漢字4字で表したもの。
「平生業成」と聞くと、〈平生の行い〉のように使われる場合があるが、誤用である。
浄土真宗の教えは、念仏を称えたら死んだら極楽へゆけるものと誤解されている場合が多くあるが、平生業成からもわかるように、生きている今、救われるということである。
「平生業成」の文字そのものは、蓮如の『正信偈大意』『御文』に出てくる。